# 대한민국 국가보훈부

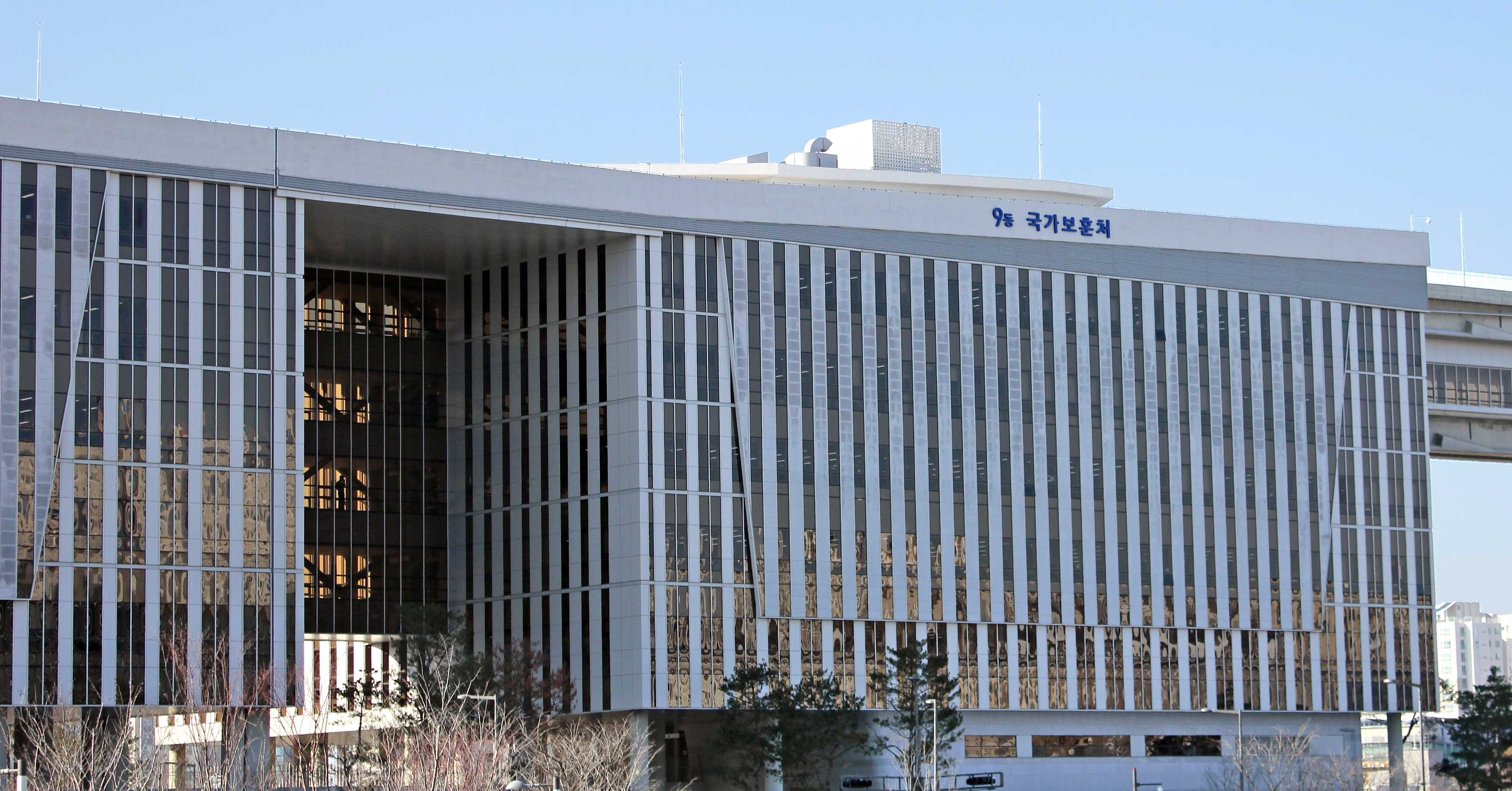
국가보훈부 청사

국가보훈부(國家報勳部)는 국가유공자 및 그 유족에 대한 보훈, 제대군인의 보상·보호, 보훈선양에 관한 사무를 관장하는 대한민국의 중앙행정기관이다. 장관은 국무위원으로, 차관은 정무직공무원으로 보한다.

## 소관 사무
- 국가유공자와 그 유족에 대한 예우 및 지원에 관한 사무
- 5·18민주유공자·특수임무유공자에 대한 예우에 관한 사무
- 보훈보상대상자·고엽제후유의증환자·제대군인에 대한 지원에 관한 사무
- 그 밖에 법령으로 정하는 보훈에 관한 사무

## 역사
보훈부의 역사적 뿌리는 정부 수립 당시 발족한 사회부다. 후생국에 시설과를 두어 국민후생시설에 관한 사항을 분장토록 했으며 1949년 10월 후생국을 사회국으로 개편한 뒤 군사원호과를 설치해 상병 군인과 유가족의 보호에 관한 업무를 담당하게 했다. 이후 시설과는 1950년 4월 사회국 후생과에 통합되었다. 곧이어 일어난 6.25 전쟁은 한국 사회가 상이군경에 대한 관심을 가지게 했고 1951년 7월 기존의 군사원호과가 원호국으로 확대되는 계기가 되었다. 또한 상이군경에 대한 연금 문제가 이슈로 떠오르면서 1953년 2월 원호국에 연금과를 설치했다.
5·16 군사 정변을 통해 집권한 박정희는 1961년 7월 보건사회부 원호국 연금과·보도과·원호과, 보건사회부 의정국 시설과, 국방부에서 원호 업무를 담당하는 부서를 통합하여 군사원호청을 설치하는 「군사원호청설치법」을 제정했다. 이와 함께 그동안 실효를 거두지 못했던 상이군경에 대한 보호 제도의 법제화에도 나서 상이군경과 유가족에 대한 공무원 가산점 제도 도입이나 원호 대상자에 대한 지원 확대 등에도 나섰다. 군사원호청은 1962년 4월 「원호처설치법」에 의해 원호처로 다시 개편되었다.
1984년 기구 명칭 변경을 검토한다고 밝혔다. 원호의 개념은 도와주며 보살피는 것인데 국가에 공이 있는 사람들이 혜택을 받는다는 피동적인 의미에서 탈피해 국가에 대한 공로를 보상한다는 뜻인 보훈으로 바꿀 것이라는 얘기였다. 이후 1985년 1월 물질적 지원이 중심이었던 유공자에 대한 보상을 정신적 예우도 포함하도록 하기 위해 원호처를 국가보훈처로 개편했다.
보훈처로 개편된 이후에는 보훈부로의 승격 문제가 자주 언급됐다. 차관급 기구로 출발한 군사원호청은 이후 장관급으로 격상됐다가 차관급으로 격하되기를 수없이 반복하여 조직이 불안정했기 때문이었다. 1992년 4월 국방부 산하 단체인 대한민국재향군인회가 보훈처로 이관될 때 보훈부 승격 문제가 검토되었으며 2003년 6월 노무현 대통령이 국가유공자단체로부터 보훈처를 보훈부로 승격시켜달라고 건의받았을 때도 "승격시키겠다"라고 답했다. 정세균 새천년민주당 정책위의장도 안주섭 보훈처장을 만나 보훈부 승격 방안을 추진하기로 합의하기도 했다. 이명박 정부 때도 보훈부 승격 얘기는 꾸준히 나왔다. 2010년 4월 정운찬 국무총리는 "많은 나라에서 보훈처는 우리 식으로 하면 부(部)적 성격을 띠고 있다"라며 보훈부 승격 방안을 검토하겠다고 했다. 대한민국 국회입법조사처도 보훈선양 정책의 활성화를 위해 보훈처의 위상과 기능을 강화해야 한다면서 보훈부로 승격하는 것이 하나의 방법이 될 수 있다는 의견을 피력했다.
하지만 보훈부 승격은 꾸준히 끝을 맺지 못했다. 2017년 대선 때는 유승민 바른정당 후보가 보훈부 승격을 공약으로 내세웠지만 낙선했다. 이후 2022년 출범한 윤석열 정부가 10월 「정부조직법」 개정안을 발표하면서 종합적·체계적 보훈 정책을 추진하고 국가보훈 체계 위상을 강화하기 위해 보훈부 승격을 추진하기로 했다.
「정부조직법」 개정안은 여성가족부를 해체하는 안이 포함되어 있어 야당인 더불어민주당의 반대에 부딪혔다. 이후 여야는 여가부 해체는 추후 논의하기로 합의한 뒤 「정부조직법」 개정안을 통과시켰고 2023년 6월 정식으로 보훈처가 보훈부로 승격됐다.

### 연혁
- 1948년 7월 17일: 사회부 후생국에 시설과 설치.[14]
- 1949년 10월 5일: 후생국을 사회국으로 개편하고, 하부조직으로 군사원호과 설치.[15]
- 1950년 4월 1일: 시설과를 폐지.[16]
- 1951년 7월 13일: 군사원호과를 원호국으로 확대·개편하고 하부조직으로 군사원호과, 경찰원호과 및 보도과를 설치.[17]
- 1953년 2월 18일: 군사원호과와 경찰원호과를 원호과로 통합하고, 원호국에 연금과를 설치.[18]
- 1955년 2월 17일: 보건사회부의 하부조직으로 소속 변경.[19]
- 1957년 9월 9일: 보건사회부 의정국에 시설과 설치.[20]
- 1961년 7월 5일: 보건사회부 사회국 원호과, 보도과, 연금과 및 의정국 시설과를 통합하여 군사원호청 설치.[21]
- 1962년 5월 12일: 원호처로 개편.[22]
- 1985년 1월 1일: 국가보훈처로 개편.[23]
- 2023년 6월 5일: 국가보훈부로 개편.[24]

## 조직
| 실·국              | 정책관·심의관실    | 담당관실·과                                                                  |
| 장관 산하 하부조직 | 장관 산하 하부조직 | 장관 산하 하부조직                                                           |
| ------------------ | ------------------ | ---------------------------------------------------------------------------- |
| 대변인실           | 대변인실           | 홍보담당관실ㆍ디지털소통팀                                                   |
| 장관정책보좌관실   |                    |                                                                              |
| 차관 산하 하부조직 |                    |                                                                              |
| 기획조정실         | 기획조정실         | 기획재정담당관ㆍ혁신행정담당관ㆍ규제개혁법무담당관ㆍ정보화담당관             |
| 보훈단체협력관     | 보훈단체협력관     | 보훈단체협력담당관ㆍ보훈단체수익사업관리팀                                   |
|                    |                    | 감사담당관실ㆍ운영지원과                                                     |
| 보훈정책실         | 보훈정책관         | 보훈정책총괄과ㆍ국제협력과 ㆍ보훈제도과                                      |
| 보훈정책실         | 보훈문화정책관     | 보훈문화정책과ㆍ보훈문화콘텐츠과ㆍ기념사업과ㆍ현충시설정책과ㆍ현충시설관리과 |
| 보훈정책실         | 보훈예우정책관     | 예우정책과ㆍ국립묘지정책과ㆍ보훈기록관리과ㆍ공훈심사과                       |
| 보상정책국         | 보상정책국         | 보상정책과ㆍ등록관리과ㆍ심사기준과                                           |
| 복지증진국         | 복지증진국         | 복지정책과ㆍ복지서비스과 ㆍ 생활안전과                                       |
|                    | 보훈의료심의관     | 보훈의료정책과ㆍ보훈의료혁신과                                               |
| 제대군인국         | 제대군인국         | 제대군인정책과ㆍ제대군인일자리과ㆍ제대군인지원과                             |

### 소속기관
- 장관의 관장 사무를 지원하는 기관
  - 국립서울현충원, 국립대전현충원, 국립4·19민주묘지관리소, 국립3·15민주묘지관리소, 국립5·18민주묘지관리소, 국립영천호국원, 국립임실호국원, 국립이천호국원, 국립산청호국원, 국립괴산호국원, 국립제주호국원, 국립횡성호국원, 국립장흥호국원, 국립신암선열공원관리소, 국립대한민국임시정부기념관
- 장관의 소관 사무를 분장하는 기관
  - 지방보훈청
    - 보훈지청
- 보훈심사위원회

### 소속 위원회

#### 행정위원회
| 위원회명       | 주관부처   | 설치근거                                      | 비고 |
| -------------- | ---------- | --------------------------------------------- | ---- |
| 보훈심사위원회 | 국가보훈부 | 국가유공자 등 예우 및 지원에 관한 법률 제82조 |      |

#### 자문위원회
| 위원회명                                        | 주관부처   | 설치근거                                   | 비고 |
| ----------------------------------------------- | ---------- | ------------------------------------------ | ---- |
| 국가보훈위원회                                  | 국가보훈부 | 국가보훈기본법 제11조                      |      |
| 국립묘지안장대상심의위원회                      | 국가보훈부 | 국립묘지의 설치 및 운영에 관한 법률 제10조 |      |
| 순국선열·애국지사사업기금 및 보훈기금운용심의회 | 국가보훈부 | 보훈기금법 제10조                          |      |

## 정원
국가보훈부에 두는 공무원의 정원은 다음과 같다.
| 총계      | 총계                        | 337명 |
| --------- | --------------------------- | ----- |
| 정무직 계 | 정무직 계                   | 2명   |
|           | 장관                        | 1명   |
|           | 차관                        | 1명   |
|           |                             |       |
| 별정직 계 | 별정직 계                   | 2명   |
|           | 고위공무원단                | 1명   |
|           | 3급 상당 이하 5급 상당 이상 | 1명   |
|           |                             |       |
| 일반직 계 | 일반직 계                   | 333명 |
|           | 고위공무원단                | 11명  |
|           | 3급 이하 5급 이상           | 131명 |
|           | 6급 이하                    | 189명 |
|           | 전문경력관                  | 2명   |

## 재정
총수입·총지출 기준 2023년 재정 규모는 다음과 같다.
| 구분                        | 세입예산         | 작년 대비 증감 |
| --------------------------- | ---------------- | -------------- |
| 일반회계                    | 95억 7300만 원   | +4.08%         |
| 국가균형발전특별회계        | 7500만 원        | +66.67%        |
| 에너지 및 자원사업 특별회계 | 6100만 원        | +0%            |
| 보훈기금                    | 1899억 4700만 원 | -10.1%         |
| 순국선열·애국지사사업기금   | 78억 1800만 원   | +3.04%         |
|                             |                  |                |
| 합계                        | 2074억 7400만 원 | -9.07%         |

| 구분                        | 구분 | 세출예산             | 작년 대비 증감 |
| --------------------------- | ---- | -------------------- | -------------- |
| 일반회계                    | 보훈 | 5조 9372억 4700만 원 | +5.36%         |
| 국가균형발전특별회계        | 보훈 | 22억 7000만 원       | +1.34%         |
| 에너지 및 자원사업 특별회계 | 보훈 | 155억 3100만 원      | -8.59%         |
| 보훈기금                    | 보훈 | 1325억 3800만 원     | +5.68%         |
| 순국선열·애국지사사업기금   | 보훈 | 1009억 6600만 원     | +5.9%          |
|                             |      |                      |                |
| 합계                        | 합계 | 6조 1885억 5200만 원 | +5.33%         |

## 사건·사고 및 논란

### 안현태 국립묘지 안장 논란
2011년 8월 5일 국가보훈처 국립묘지 안장대상 심의위원회는 전 경호실장 안현태를 국립묘지에 안장하겠다고 의결했다.
안현태는 1996년 「특정범죄 가중처벌 등에 관한 법률」 위반으로 징역 2년 6월을 선고받았으나 이듬해 집행면제되고 1998년 복권되었다. 보훈처는 안현태가 1964년 베트남에 파병돼 국위를 선양했고 1968년 1·21 사태 당시 청와대 침투 무장공비를 사살해 화랑무공훈장 수훈, 전역 후 대통령경호실장을 역임하는 등 국가안보에 기여한 점 등을 고려하였다고 발표했다. 「국립묘지의 설치 및 운영에 관한 법률」은 '금고 1년 이상의 실형을 선고받거나 국립묘지 영예성을 훼손한 경우에 안장 비대상으로 심의 의결할 수 있다'고 규정하고 있으나 국립묘지에 안장하겠다고 의결한 것이다.
6일 오전 '5공 비리' 인사인 안현태의 유해가 국립대전현충원에 기습적으로 안장되었다. 5공 인사의 국립묘지 안장은 12·12 군사 반란과 관련해 「군형법」 상 반란중요임무 종사 혐의로 복역한 유학성 이후 두 번째다.

### 대선 개입 논란
제18대 대선을 앞두고 보훈처가 방문객들에게 우편향된 안보 교육을 실시한 것이 드러나 비판을 받고 있을 뿐 아니라 대선에 개입할 목적이었다는 의혹을 받고 있다. 해당 교육에서 상영된 DVD에는 김대중·노무현 전 대통령의 대북 정책을 비판하고 진보 세력을 종북 세력으로 규정하는 내용을 담고 있었으며, 또한 5·16 군사 쿠데타을 미화하는 내용도 포함되어 있었다. 보훈처의 안보 교육에 사용된 DVD에 대해 보훈처는 제작하지 않았다고 밝혀 국가정보원이 여론 조작 사건과 관계하여 만들었다는 의혹도 받고 있다.

### 보훈의 달 기념 앨범에친일가요 개사곡 수록 논란
국가보훈처가 보훈의 달을 기념하여 출시한 앨범에 친일가요를 일부 개사한 곡이 포함된 사실이 뒤늦게 밝혀져 논란이 일고 있다. "휘날리던 태극기", "전우야 잘자라" 등 한국전쟁과 베트남전에서 널리 불렸던 군가와 진중가요 12곡을 록 음악, 댄스, 국악, 재즈 등 다양한 장르로 편곡한 앨범 리멤버 유(Remember U)를 출시했다. 이 앨범은 "호국영령들의 희생을 기리고 나라사랑 정신을 함양하기 위한 취지"로 제작되었으며, 각급 학교와 군부대, 월드컵 응원단체 등에 총 1만 5천 장이 배포되었다.
그러나 해당 앨범에 친일가요 혈서지원의 일부 가사만 바꿔 포함된 사실이 22일 드러났다.
"혈청지원가"는 6.25 전쟁 당시 국군 자원입대를 독려하는 내용으로, 원곡인 혈서지원에서 일부 가사만 수정한 곡이다.
혈서지원은 1943년 태평양전쟁 당시, 일본이 조선인을 해군에 모집하기 위해 제작한 대표적인 친일가요로 알려져 있다.
특히, 우리나라의 저명한 작곡가와 가수들이 동원되어 되었으며, 가사에는 다음과 같은 내용이 포함되어 있다.
```
* “무명지 깨물어서 붉은 피를 흘려서 
일장기
(日章旗) 그려놓고 성수만세(聖壽萬歲) 부르고 한 글자 쓰는 사연, 두 글자 쓰는 사연 나라님의 병정되기 소원입니다.”
```

일장기를 태극기로, "성수만세"를 "천세만세"로, "나라님의 병정"을 "대한민국 국군"로 바꾸었을 뿐, 멜로디와 전체적인 구성은 원곡과 거의 동일하다. 국가보훈처는 논란이 확산되자 자체 홈페이지에 게시된 앨범을 긴급 삭제했다.

### 2015년 국채보상운동 이벤트 논란
2015년 2월 23일, 국가보훈처는 공식 페이스북을 통해 "남녀노소, 빈부귀천, 종교를 뛰어 넘어 한말 최대의 민족운동으로 전개된 국채보상운동을 2015년에 재현한다"며 2015년 국채보상운동 이벤트를 진행하였다. 이 이벤트는 실제로 국민들에게 기부를 동참하라는 내용은 아니었지만, 2015년 당시 내수부진으로 서민경제가 어려운 상태였고, 일본에 진 빚을 갚은 국채보상운동의 역사적 맥락과 2015년 당시의 상황도 전혀 달랐기에 국민들에게 경제난을 떠넘기는 듯한 느낌을 준 국가보훈처 이벤트에 네티즌들은 공분을 쏟아냈다.

### 나라사랑의식지수 조사 논란
국가보훈처가 2015년에 전국 15세 이상 남녀 1천명을 대상으로 '나라사랑의식지수 조사'라는 국민들의 안보의식에 대한 설문조사를 시행하였는데, 설문조사의 문항과 결과에 대하여 논란이 있었다. 보훈처는 20여 문항을 통해 나라사랑의식 점수를 매기고 호국의식에 대하여 평가를 하였는데, 해당 조사에 대한 보고서에서 자영업자, 블루칼라, 전업주부, 학생들 중 "화이트칼라의 안보의식이 부족했다"라고 결론을 내렸다. 그리고 이 내용을 2016년 5월 16일 국회 상임위 국가보훈처 업무보고에서 "고학력, 화이트칼라인 사람일수록 안보의식이 낮은데, 이런 부분이 심각한 사회갈등의 원인이고 그래서 호국정신 함양교육이 필요하다"고 밝혔다. 참고로 고학력 지식인 집단에게 안보 의식, 애국심이 부족하다는 편견은 권위주의, 파시즘 정권에서 가지기 쉬운 편견이다. 좋은 예가 일본 제국.

### 국가보훈처과장5.18 민주화운동유족 성희롱 발언 논란
2016년 5월 18일, 제36주년 5.18 민주화운동 기념식이 국립 5·18 민주묘지에서 열렸다. 이 행사에 제주도 4·3항쟁 희생자유족회가 참석했으나, 좌석 배치에 대한 논란이 발생했다. 오월어머니집의 노영순 관장(62)은 행사 당일 광주지방보훈청 A 과장에게 제주도 4·3항쟁 희생자유족회 대표들의 좌석을 배치해 줄 것을 요구했으나, A 과장은 무성의한 태도로 "자리가 없으면 제 무릎에라도 앉으라"는 성희롱적인 발언을 했다고 주장했다. 이는 성추행적인 발언으로 해석될 수 있는 상황이었다.
이에 대해 광주지방보훈청은 해명 보도자료를 통해, 기념식이 임박한 시점에서 A 과장이 "좌석을 찾아보겠다"는 의도를 가지고 말을 건넸다고 주장했다. 보훈청은 "좌석이 없으면 저희 무릎이라도 내어 드리겠다는 뜻으로 말했다"며, 해당 발언은 무례하거나 불쾌감을 주지 않으려는 의도에서 나온 것이라고 설명했다.
이 사건은 5·18 민주화운동 기념식에서의 의전과 예의가 논란이 되며, 성희롱적인 발언에 대한 공적 논의가 이어지고 있다.

### 제11공수특전여단퍼레이드 논란
2016년 6월 25일에 있을 호국 보훈행사 중, 광주광역시 행사는 구 전라남도청 앞에서 제31보병사단과 제11공수특전여단이 퍼레이드를 하는 것으로 기획되어 논란이 되었다. 제11공수특전여단이 5.18 민주화운동에서 시민을 학살한 부대이며, 구 전라남도청 앞은 계엄군이 애국가에 맞춰 시민 56명을 학살한 곳이라는 점이다. 특히나 임을 위한 행진곡 공식 추모곡 거부로 지탄을 받은 마당에 이런 정신나간 계획을 계획하고 있었으니 더더욱 비난을 피하기는 어렵다. 이 때문에 광주지방보훈청, 11여단은 물론, 31사단과 경찰까지 부적절한 행사라고 판단하여 행사불참 선언을 하였다.
하지만 국가보훈처에서 일방적으로 "참여 여부는 자신들이 결정할 것"이라고 하여 논란이 더욱 커지고 있다. 이 때문에 더불어민주당과 국민의당,정의당은 국가보훈처장 해임촉구결의안을 공동 발의했다. 국무위원은 해임건의안을 발의할 수 있으나 국가보훈처장은 국무위원이 아니므로 해임촉구결의안을 낼 수밖에 없다. 해임건의안이라면 바로 본회의 상정이 가능하나 해임촉구결의안은 상임위를 거쳐야 하므로 시간이 오래 걸릴 수 있다는 차이가 있다. 보통은 국무위원 해임건의안이 통과하면 대통령도 부담을 느끼고 수용하는 편이지만, 해임건의안이나 해임촉구결의안이나 법적 구속력이 없으므로 대통령이 정치적 부담과 여론을 무시한다하면, 해당 결의안에 대해 실행하지 않아도 법적으로는 문제없다.

### 나치철모 이미지 사용 논란
2020년 6.25 전쟁 70주년 계기 홍보물에 나치 철모 이미지를 사용해 큰 논란이 됐다.다만 실제로 나치가 사용했던 장비 등을 보급받은 부대가 있긴 했다. 2차대전 후 미군이 수거한 것들을 보급용으로 사용했던 것. 하필 무장친위대의 옷을 준 탓에 소련이 왜 하필 무장친위대 거냐고 경기를 일으키며 항의한 적도 있다. 철모의 형태가 슈탈헬름이긴 하나 실제로는 저렇게 짧고 처진 챙을 가진 다자인의 슈탈헬름은 없다. 나치독일의 철모를 사용하려는 의도는 없었던 듯 하다. 이 홍보물 외에도 6.25 전쟁 당시 한국군이 보유하고 있지도 않았던 최신 무기의 실루엣을 홍보물에 사용해 부적절하다는 지적을 받았다.

### 보훈인정 거부 문제
국가보훈부는 "국가유공자 및 그 유족에 대한 보훈, 제대군인의 보상·보호, 보훈선양에 관한 사무를 관장"을 하는 부서임에도 오히려 기를 쓰고 보훈 인정을 안 해주려 드는 경우가 많으며, 이는 지금까지도 이어지고 있는 문제이다.
```
* 별의별 핑계를 대며 죽어라고 보훈 인정을 거부하다가, 
대법원
에게 까이고 강제로 보훈 인정을 하는 한심한 사례도 있다.
```

```
* 
육군
 병사가 작업 중 왼쪽 눈에 기름이 튀어 문제가 생기기 시작했으나, 부대는 오히려 해당 병사를 문책하면서 병원에 갈 수 있도록 외출을 허가하지 않았고, 결국 해당 병사는 왼쪽 눈의 시력을 상실한 사건이 발생했다. 여기에도 갖가지 핑계를 대며 보상해주지 않았다.
```

```
* 2013년 행정병이 일과시간에 주차 유도를 돕다가 운전병의 운전 실수로 사망하였는데 
"국가의 수호·안전보장 또는 국민의 생명·재산 보호와 직접적인 관련이 있는 직무수행이나 교육훈련 중 상이로 인정되지 아니한다."
면서 국가유공자 등록을 거부했다.
[
36
]
```

보훈처의 이 논리대로면 일과시간에 직무수행 중 발생하는 거의 모든 사망 및 상해 사고들에 대해서 보훈 및 국가유공자 등록이 거부될 수 있다.
그렇다면 국가의 수호 및 안전보장과 직결되는 전투임무 수행 중에 피해를 입었다면 잘 처리해주는지 묻자면, 그것도 아니다.
```
* 베트남전 참전 군인들이 제대로 보훈 인정을 못 받고 있는 사례는 너무나 유명하고 
천안함 피격 사건
이 터진 지 10년도 넘었는데 국가유공자로 고작 10명 지정하고 보도자료 뿌리며 생색이나 낸다. 
연평도 포격전
이나 
서해교전
의 전상 군인들은 아예 상이등급을 받지도 못한 군인들도 있고, 소송까지 가서야 등급인정이 된 사례도 있다.
```

```
* DMZ 목함지뢰 매설 사건에서도, 이 사건의 피해자인 하재헌 중사에 대해 하다못해 육군조차 전상 판정을 낸 걸 보훈처는 공상 판정을 냈다. 그 이유랍시고 든 게 
"국가유공자 등 예우 및 지원에 관한 법률 시행령에 하 중사의 부상을 '전상'으로 인정해줄 수 있는 명확한 조항이 없다."였다.
 군인이 최전방에서 작전을 수행하다가 
적
의 지뢰에 의해 영구적인 장애를 얻었는데 전상 판정을 거부한 것이다. 이것이 언론에 보도 되면서 정말 가루가 되도록 비난을 받고 결국 대통령까지 이 일을 거론하자 마지 못해 재심의에서 전상으로 인정했다. 사실 이 문제는 단순히 보훈처가 막장이라고 치부하기 어렵다. 저 법률 시행령 자체가 굉장히 문제가 많다.
```

```
* 육군 통신장교 석면 사망사고에 석면으로 인한 폐암이 발병한 유호철 대위가 상이연금을 지급해달라고 소송을 냈으나 보훈처에서는 받아들여지지 않고 소송까지 갔다. 유호철 대위는 결국 사망했는데 이것이 언론화 되면서 국회의원들이 관심을 가지기 시작하자 그제서야 유가족들에게 "빨리 신청해라."고 독촉했다고 한다.
```

급기야 법원의 군 책임 인정 판결도 무시해버리기까지 한다.

```
* 심지어 부산보훈청에서는 유공자 심사에서 탈락시키려고 공문서 조작까지 시전한다.
```

하지만 이것들은 굵직한 몇 가지 사례들에 불과하고, 그 외에도 이런 일들이 더 많다. 소송을 포기한 피해자들의 경우 언론보도조차 안 될 것이므로 실질적인 피해자들은 더욱 많을 것이다. 심지어 받은 급수도 소송을 제기하여 다시 뺏으려고 하기 일쑤라는 말까지도 나온다. 평시에도 이 따위인데 만약 전쟁이 터져서 수많은 전사상자들이 양산될 경우 어떻게 해야 하는 지 막막할 따름이다.
이러면서 자기들끼리는 문턱에 걸려 넘어져도 국가유공자로 인정하는 짓이나 하고 있다. 이런 보훈처의 문제점들은 한국군의 의료체계 문제가 가히 환상적인 막장 시너지를 일으키며 수많은 피해자들을 양산하고 있다.
보훈 지정 기준도 매우 빡세다는 말이 아직까지도 있다. 2020년 6월 18일 페이스북 페이지 '육군훈련소 대신 전해드립니다'에 올라온 사례가 대표적인데, 명백한 상이군경임에도 보훈 지정을 받지 못한사례가 존재한다. 훈련 중 크레모아 격발 사고로 인해, 손가락 한 마디가 날아갔는데, 수술 후에도 의병제대 요건 미달로 만기제대한 것은 물론, 제대 후 보상조차 받지 못하고, 최하 급수인 7급 지정도 비해당 판정을 받았다는 사례가 올라오면서, 보훈 기준을 바꾸어야 한다는 비판이 매 정권마다 나오고 있다. 사실 이 부분은 징병검사와 어느 정도 일맥상통한다. 하물며 손가락이 잘려 나가 보훈 신청을 하더라도, 보훈처에서 신청자의 불편한 부분을 찾아주는 것이 아닌 신청자가 직접 여러차례에 걸쳐 누적된 병원 진료 및 치료 기록을 제출해야 한다. 즉 신청자가 직접 어디가 불편한지 증명해야 한다는 것이다.
사실 폭언, 폭행으로 인한 정신과적 병증이 생기는 사례 또한 매 국회에서 보훈자로 지정해야 한다는 소리가 매년 나오고 있음에도 불구하고, 계류되다가 폐기되는 안타까운 사례가 여럿 있었다. 이에 대해서, 더불어민주당 전용기 의원이 2020년부터 '다치면 느그아들 방지법'을 발의하기 위해 의견을 모으고 있다.
반면, 살인, 강간 등 강력 범죄를 저지른 국가 유공자의 지위 회복에 대해 뉘우침 제도를 통해 관리하고 있다는 점이 있다. 즉 살인을 저질러도 국가보훈처가 스스로 '반성'한다는 의사가 충분하고 확인된다면 살인, 강간등 강력 범죄자에 대해 국가 유공자 지위를 다시 획득할 수 있는 길을 사실상 열어준 셈이다.

### 보훈처 재직자, 셀프국가유공자등록
위의 문단을 보면 알겠지만 군인, 경찰, 소방관 등은 임무 수행 중 영구장애를 입거나 사망해도 국가유공자로 등록하기가 한없이 어렵다. 그러나 보훈 인정을 이 악물고 거부하는 보훈처는 정작 자기 부처 공무원들에 대해서는 놀라울 정도로 느슨한 기준으로 국가유공자를 선정하는 것으로 보인다.
감사원이 한번 족치거나 국회의원들이 국정감사라도 하면 가라로 등록된 보훈처 직원 국가유공자들이 쏟아져 나오는데 사유들을 보면 문지방에 걸려 넘어져서, 퇴근 중 눈길에 미끄러져서, 체육행사에서 등산하다 넘어져서, 체육행사에서 배구 중에 공 맞았다고, 체육행사에서 족구하다 넘어져서 등 말도 안 되는 이유로 국가유공자로 등록이 된다.
실제로 국정감사 결과, 보훈처 재직자 중 국가유공자로 선정된 자는 42명이지만 이 중 근무로 인해 다친 사람이 30%인 13명 정도에 불과하고, 더욱이 이 중 교통사고와 안전 사고를 제외한 순수 근무 중 다친 이는 7%인 3명에 불과한 것으로 드러났다. 황당하게도 자체 체육대회나 출퇴근 중 다쳤답시고 국가유공자 된 사람이 무려 30%나 된다. 참고로 이들이 국가유공자로 받는 혜택은 7급 기준으로 매월 30만 9천 원, 자녀들 수업료가 대학까지 면제, 대부 지원 혜택, 자녀들 기업체 채용 혜택, TV수신료 면제, 전화비 감면, 국내 항공 50% 감면 등 상당하다. 심지어, 하술되었듯 발각되더라도 그 자녀가 그동안 부정하게 받아간 수많은 혜택들은 환수조차 제대로 하지도 않는다. 보훈부 직원의 부정에는 이처럼 너그러운 반면, 그 외의 유공자는 허위로 등록되었음이 발각되자, 그로 인해 가산점 등의 혜택을 부정하게 받아 교사가 된 자녀의 임용을 취소시킨 사례가 이미 있다.

### 내부 비리와 산하 단체들과의 유착
국가보훈처 관련 비리가 상당히 많다는 점도 문제다. 조금만 찾아보면 관련 비리 기사는 얼마든지 알 수 있다. 게다가 보훈단체들이 각종 비리로 얼룩지는 가운데 보훈처가 앞장서서 단체장의 간선제를 요구하는 점에서 아직 민주주의가 멀었다는 느낌을 준다.
보훈처 산하 단체들은 과거 군사정권 시절부터 수익사업으로 보훈대상자들을 지원한다는 명목하게 여러 가지 특혜를 받고 있는데, 이것이 오랜 세월 지속되면서 온갖 비리 의혹이 터져나오고 있다. 이들 단체를 장악한 간부들은 수익사업을 통한 돈벌이에 집중하면서, 정작 회원들을 위한 복지는 내팽개친 모양새다.

### 보훈 기준에 대한 논란
대한민국의 보훈 대상자는 크게 4가지 부류이다.
```
* 첫째, 일제강점기 시절 항일독립운동가
* 둘째, 한국전쟁 참전용사
* 셋째, 베트남전 참전용사
* 넷째, 그 외 공무중 사망 혹은 부상당한 군인, 경찰, 소방공무원, 교정공무원 등
```

그러나 정권에 따라서 이들에 대한 대우가 달라지는 경우가 자주 생겼다.
과거 권위주의 시절에는 독립운동가라고 해도 사회주의, 좌파 계열은 무조건 배제했다. 사회주의 계열 독립운동가들은 2005년에야 몽양 여운형을 시작으로 대규모로 서훈하였다.
하지만 보수, 우파 세력들이 강력하게 반발하면서 큰 논란이 벌어졌다. 그래서 이명박 정부와 박근혜 정부는 사회주의 계열 독립운동가들은 일체 배제했었다.
그러다 문재인 정부 출범 이후에는 투철한 독립운동가였지만 해방 이후 북한 정권에 참여한 김원봉의 서훈 문제와 일제강점기 시절 간도특설대로 활동했지만 한국전쟁에서 국군 지휘관으로 무수한 전공을 세운 백선엽의 국립묘지 안장문제를 둘러싸고 또 다시 논란이 불거졌다. 이렇듯 국내의 첨예한 이념 갈등이 보훈처의 업무에까지 영향을 미치고, 애꿏은 보훈처 직원만 피해를 본다는 지적이 나온다.
사실 이 문제는 우리 민족의 파란만장한 근현대사 때문에 매우 복잡하다. 당시의 인물들은 35년간의 일제강점기와 그 뒤의 미/소 군정기 그리고 한국전쟁을 겪으면서 계속해서 선택을 강요받았기 때문이다. 일본군 혹은 만주군에 자원입대해서 일본군에 활동했지만, 해방 이후 국군 장교로 6.25 전쟁에서 공훈을 세운 사람도 있고 반대로 투철한 독립운동가였지만 해방 이후 북을 선택해서 남에 총부리를 들이댄 사람도 있다. 당장 전자는 당시 정규군사교육을 받은 인물이 드물었기 때문에, 실전경험이 있는 일본군과 만주군 장교 출신들이 자연스레 전공을 세우면서 고속진급을 하게 된다. 후자는 김원봉을 생각하면 된다. 가치관에 따라서 이 두명에 대한 판단은 정말 확연하게 달라진다. 또한 일제강점기가 35년씩이나 되다 보니 친일반민족행위에 대한 기준도 사람마다 다를 수 있다. 친일인명사전에 대한 논란도 결국 이런 문제이다. 어느 것을 더욱 중요시 할 것인가? 어느 시대의 활동을 먼저 볼 것인가? 등등. 이것은 20세기 우리 역사를 어떻게 볼 것인가의 문제이기 때문에 당연히 이념갈등이 불거질 수밖에 없고, 보훈처는 그 전선의 한복판에 서있는 것이다.
권위주의 정권 시절에는 베트남전 참전용사 중에서도 고엽제 피해자들은 철저히 외면했다. 그들도 김대중 정부 들어서야 피해가 인정되고, 지원법률도 제정되었지만, 정작 피해자 조사와 지원은 지지부진하다. 고엽제전우회가 보훈처 산하 단체로 존재하지만, 여기는 피해자 지원보다 거의 극우정치깡패에 준하는 활동에나 열을 올리는 중이라서 오히려 비판을 받는 상황이다. 한국토지주택공사 사무실에 쳐들어가 협박을 하는 등의 조직폭력배에 가까운 행동을 보여주는 등 가해자가 된 피해자로 전락하면서 이미지가 굉장히 안 좋아졌다.
2018년 들어서는 구한말의 동학농민운동까지 보훈 범위를 넓히면서 기준이 뭐냐는 비판이 나왔다. 이렇게 거슬러 올라가다보면 언제까지 할 거냐는 비판이다. 참고로 대한민국의 헌법을 보면 임시정부를 계승한다고 나오지, 조선을 계승한다는 문구는 없다. 1919년 상해 임시정부가 출범할 때 헌법에 해당하는 임시 헌장 8조에 "구 황실을 우대한다."는 조항을 포함한 적이 있지만, 이마저도 1925년 개정 때 사라졌다.
2019년 2월 26일 유관순 열사의 서훈이 건국훈장 대한민국장으로 격상되자 서훈 등급에 대한 논란이 벌어지기도 했다. 건국훈장 독립장(3등급)도 결코 낮은 서훈이 아닌데다가, 인기와 지명도가 없는 다른 독립운동가들을 제치고 인기와 지명도가 높은 유관순이 서훈이 격상된 것이라는 반응이었다.
신천지 교주 이만희이가 박근혜 정부로부터 국가유공자 인정을 받았다.

### 정권에 따라 극단적으로 달라지는 정치적 성향
대한민국의 보수정당과 민주당계 정당정부에 따라 성향이 크게 달라져 때문에 정권에 아부한다는 소리가 매년 나온다. 한국의 이념 갈등 자체가 너무 복잡하게 꼬여 있다 보니, 구 일본군 소속이었지만 후에 대한민국 국군의 편에서 북한에 맞서 싸웠거나 독립군 소속이었지만 후에 인민군 소속으로 남한을 공격하는 등 아이러니한 상황이 많았다. 거기에다가 일본 치하에 있었던 기간이 30년이 넘어가기 때문에 친일에 대한 기준자체도 무척 모호한 경우가 많아 관점에 따라 그 기준이 천차만별로 달라질 수 있다. 이미 이러한 과정을 거친 서구의 경우 기준이나 공감대가 잡혀있는 경우가 많지만 한국의 경우 아직 정식 정부가 들어선 지 100년도 채 되지않는 데다가 이념 논쟁이 다 끝나지 않았기 때문에 더 논란이 클 수밖에 없다.
보수 정권 시대에는 미래 교육에서 4.19 혁명, 5.18 민주화운동, 부마민주항쟁 등 대한민국의 민주화 운동을 폭동이라는 늬앙스로 말해 논란이 있었고, 야권 인사와 시위 참가자들을 '빨갱이'라 가르치는 등의 색깔론을 펼치거나 공산주의와 종북주의, 좌파가 동의어라고 하는 경우도 있었다.# 이와는 반대로 문재인 정부 때는 과거에 "6.25 전쟁은 미국의 철저한 계획 하에 시작된 전쟁이다."라고 주장했던 강사를 데려다 강의시켜 논란을 빚기도 했다.
2017년에는 자유총연맹 대변인이자 태극기 집회 참가자인 양일국 강사가 어느 초등학교에서 통일교육, 나라사랑교육이랍시고 2008년 촛불집회 까는데 20분 가량 할애하다가 교사의 항의를 받고 중단된 사건도 있었다.
이들 논란이 빚어질 때마다 보훈처에서 내놓는 입장은 '보훈처의 공식 입장이 아니다'라는 것이며, 마찬가지로 보훈처가 스스로 가장 중요한 임무라고 주장하던 '이념 대결에서의 승리'는 정작 국가보훈처와 관련된 어느 법령에도 주요 업무로 지정되어 있지 않다. 그래서 부랴부랴 나라사랑교육지원 관련 법률을 제정하기 위해 입법예고  했으나 3년 넘게 보류되었다.

### 이명박 정부 당시 선거 개입
이명박 정부 당시 보훈처는 국가정보원, 국군사이버사령부와 함께 안보교육을 빙자해서 대선에 불법적으로 개입]]했다는 사실이 드러났다. 보훈처장이 공개적으로 야권을 '대한민국 전복 세력'으로 규정하며 여권을 지지할 것을 호소한다든가, 당시 보훈처가 주관한 안보 강연(나라사랑교육)에서 새누리당과 박근혜 후보를 노골적으로 지지하는 발언이 이어지는가 하면, 민주-진보 정권인 김대중 정부와 노무현 정부를 비방하고 보수 정권인 이승만 정부, 박정희 정부, 전두환 정부, 이명박 정부를 칭송하는 내용을 담은 표준교안을 만들어 배포하기까지 하였다.

### 2021년,천안함추모식 전날에 카톡 초대장 발송 논란
국가보훈처가 2021년 3월 25일 국회 정무위원회와 국방위원회 소속 의원실에 '서해 수호의 날' 행사(3월 26일) 초대장을 카카오톡 메시지로 보내 논란이 되고 있다. 정부가 주관하는 중요 행사의 초대장을 행사 하루 전에, 그것도 공식 문서나 인편이 아닌 카카오톡 메시지로 보낸 전례가 드물기 때문이다.

### 5.18계엄군 사진 사용 논란
2023년 5월 18일, 5.18 민주화운동을 추모하기 위해 올린 트윗에 올라간 사진이 계엄군 시각에서 본 시민의 구도로 찍힌 사진이여서 논란이 생겼다.
또한, 원본인 흑백사진을 저작권자인 5.18기념재단의 허락 없이 저작권법을 어겼다는 논란이 나왔다.

그러나 해당 사진은 5.18기념재단에서 제공한 사진으로, 과거 문재인 정부 청와대에서 5.18 관련 SNS 게시물에 사용했던 사진과 동일한 사진으로 밝혀졌다.
더불어민주당 박용진 의원이 페이스북에서 "계엄군이 주인공인 이런 사진을 굳이 2023년 오늘의 대한민국에서 보훈처의 5·18 기념 이미지로 우리가 봐야 하나"라며 비판하자, 국민의힘 박대출 의원은 "해당 사진은 지난 2019년 문재인 정부 청와대가 '오늘의 한 장'이라는 주제로 올린 배경 사진과 똑같은 것"이라고 설명했다.
국민의힘 안병길 의원도 이날 페이스북을 통해 "민주당 말대로라면 문재인 (전)대통령이 계엄군의 편에서 계엄군을 주인공으로 삼았단 말입니까"라며 꼬집었다.

### 방배초등학교 인질극과국가보훈처의 책임 논란
방배초등학교 인질극 범인인 20대 남성은 범행 당일 “‘학교로 들어가서 학생을 잡아 세상과 투쟁하라. 스스로 무장하라’는 환청을 듣고 범행을 저질렀다”고 진술했다. ‘군 복무 중 가혹행위로 발생한 뇌전증 등에 대한 보훈 보상’을 거부하는 국가보훈처 통지서를 받은 뒤 환청을 들었다는 것이다. 범인은 2014년과 2017년에 보훈처에 두 차례 국가유공자를 신청했지만 군에서 생긴 질병이 아니라는 이유로 받아들여지지 않았다.
병역의무 이행 중 병영부조리와 가혹행위를 겪으면서 생긴 뇌전증 경증장애 및 조현병 등으로 정신이상자가 되어서 저지른 사건으로 보인다.
이 사건은 국가보훈처의 보훈 보상 시스템의 문제를 드러낸다. 군 복무 중 발생한 질병과 장애가 명백함에도 불구하고, 보훈처는 이를 군과 무관하다는 이유로 두 차례 거부하였다. 이는 군 복무 중 겪은 가혹행위나 병영부조리로 인한 장애와 정신적 문제를 인정하지 않는 보훈처의 관행이 문제의 본질임을 보여준다.
국가유공자 신청이 거부된 사례는 이번 사건뿐만이 아니다. 다른 많은 병사와 예비역들이 병역 의무 이행 중 생긴 질병과 장애로 고통받고 있음에도 불구하고, 보훈 혜택을 받지 못하고 있다. 이는 국가보훈처의 기준이 지나치게 엄격하거나, 체계적인 검토와 지원이 부족하다는 것을 나타낸다.

### 한국전쟁참전 기념시설물일본해표기, 8년째 방치
한국전쟁 참전 국가들에 설치된 참전 기념시설물 중 한반도와 인접 바다가 표기된 참전시설물의 절반 이상이 동해를 일본해로 표기되어 있음에도 국가보훈처가 이를 8년째 수수방관하고 있는 것으로 확인되었다.

한반도와 인접 바다가 표기된 국외 한국전쟁 참전 기념시설물 중 동해가 표기된 시설물은 6개이며, 동해와 일본해가 병행 표기된 시설물은 4개에 불과하였다.
더 큰 문제는 국가보훈처가 일부「국외 한국전 참전기념시설물」에 동해가 일본해로 표기되어 있음에도 8년째 이에 대한 오류 수정 노력을 경주하지 않고 있다.

### 천안함 피격 사건생존자 홀대 논란
긱주에 따르면, 국가보훈부가 최원일 前 함장 본인을 홀대했다고 한다.
10월에는 지난 현충일 행사 이후 VIP에게 유공자증을 받을 때 화면에 "2010년 3월 26일 북한 어뢰 공격으로 좌초" 좌초는 배가 암초에 얹힘 이라는 뜻으로 천안함은 북한 어뢰 공격에 침몰 등으로 표현하는 게 맞다. 북한 어뢰 공격에 좌초 라고 하면 북한 어뢰 공격을 맞고 암초에 얹혀 좌초 당했다고 읽히게 된다 라고 적혀서 나와 당황하고 이를 항의했으나 장관은 자신의 일정을 다 소화한 이후에야 전화를 줘서 화가 나 전화를 받지 않았는데 이후에 전화를 하지 않았음에도 계속 연락을 받지 않는다며 꼬투리를 잡거나 유가족의 항의와 사과 요구에도 제대로된 사과를 하지 않고 이후 열린 강연에서 이를 지적하자 보훈부 국장들은 사과도 없이 강연 내용만 지적했다고 밝혔는데 이후 박민식 국가보훈부 장관과 국군의 날 행사에서 만났으나 이때도 연락을 받지 않는다며 따지는 말만 했다고 한다.
최원일 前 함장은 이러한 국가보훈부의 행보가 천안함 비하로 상처를 준 더불어민주당 글에서는 모 정당으로 표현과 뭐가 다르냐며 국방부와 국가보훈부, 그리고 보훈부장관을 비판했다.

### 100주기 행사 취소 압박 논란
독립기념관은 2023년 일본 관동대지진 조선인 학살 100주기를 맞아 전시회를 기획했다. 그러나 행사는 개최일 한 달 전에 돌연 취소되었다. 독립기념관 관계자들은 당시 보훈부의 재검토 요청이 있었다고 주장했다. 보훈부는 관동대학살 전시가 독립기념관의 사업 본질과 맞지 않는다고 판단했다는 입장을 밝혔다. 박민식 장관은 해당 전시와 관련한 지시를 내린 적이 없다고 밝혔다.
하지만 독립기념관은 독립운동뿐 아니라 일제의 식민지배 실상을 전시하고 연구하는 기관으로, 일본 본토에서 벌어진 일제의 만행인 관동대지진이 독립기념관과 무관한 주제라고 볼 수 있을지 의문이라는 지적이 나온다.

### 여전한부상제대군인에 대한 예우 부족
상이군경은 공무 중 사망하거나 부상을 입은 군인, 경찰, 소방공무원, 교정공무원 등 중 상이등급 미달자는 국가를 위한 헌신과 공무 수행 중 경미한 부상을 입은 자를 말한다. 경미한 부상이라고 단정할 수 없다. 복잡한 수술이 필요하거나 장기적인 후유증이 남는 경우가 많다. 이는 경미한 부상으로 치부하기 어렵다. 국가유공자로 인정받지 못해 혜택에서 배제되는 경우를 말한다. 이들은 신체검사에서 상이등급 기준 1~7급에 해당되어야 국가유공자로 인정받는다. 하지만, 상이등급에 미달하여 제한적인 혜택만을 제공받는 실정이다. 부상제대군인들은 예를 들어, 상이처에 대한 치료는 보훈병원과 위탁병원에서 무료로 받을 수 있지만, 이는 상이처에 국한되며 다른 부상이나 질병에는 적용되지 않는다. 만약 새끼손가락 한 마디가 절단된 경우, 신체검사 기준 미달로 인해 상이등급에 해당하지 않아 혜택을 사실상 받을 수 없다.
대한민국 남성들은 국방의 의무를 수행하며 군복무 중 크고 작은 부상을 입을 가능성이 있다. 그러나 이들이 부상을 입더라도 국가유공자로 인정받는 기준이 지나치게 높아, 헌신의 대가로 충분한 지원을 받지 못하는 실정이다.이는 국가유공자 제도의 취지와 맞지 않으며, 헌신과 희생을 제대로 예우하지 못한다는 비판을 받고 있다.
국가보훈부가 국가보훈처로부터 승격되었음에도,부상제대군인 문제는 해결되지 않았다. 조직의 격상은 보훈의 강화를 목표로 했지만, 실질적인 정책 변화는 이루어지지 않고 있다. 이는 상이등급 미달자뿐만 아니라 일반 국민들에게도 국가의 책임 의식 부족으로 비춰질 수 있다.
미국과 캐나다는 상이등급과 관계없이 국가를 위해 헌신한 모든 군인에게 명예와 혜택을 부여한다는 점에서 대한민국과 큰 차이를 보인다.
```
* 
미국
 :
군 복무 경험만으로도 '베테랑'으로 등록되며, 주택 보조금, 의료 혜택, 교육 지원 등 다양한 혜택을 제공받는다. 장애 등급이 없어도 복무 자체를 인정받아 사회적 지위를 보장받는다.
```

```
* 
캐나다
 :
부상을 입은 모든 군인을 상이군경으로 인정하며, 신체검사 결과와 관계없이 의료비 지원, 연금, 직업 재활 등을 제공한다.
이러한 사례는 국가가 헌신을 어떻게 예우하는지에 대한 중요한 기준이 된다. 반면, 대한민국은 신체검사 기준에 미달되면 지원에서 사실상 배제되는 구조적 한계를 가지고 있다.
```

국가보훈부는 보훈처에서 부로 승격되었음에도 불구하고, 보훈 인정을 필사적으로 거부하는 행태를 보이며 논란이 되고 있다. 대한민국에서는 보훈 신청을 개인이 직접 해야 하는 구조를 유지하고 있으며, 이에 대한 개선 의지가 보이지 않는다는 지적이 지속적으로 제기되고 있다. 이러한 국가보훈부의 태도는 젊은 세대의 보훈 의식을 약화시키는 요인으로 작용하고 있다는 비판이 나오고 있다.
```
* 군 복무 중 발가락 절단돼… 보상도, 예우도 없어
[
60
]

* 아들 ‘군 관련 사망’ 인정 불구 엄마는 왜 국가와 싸워야 하나
[
61
]

* 군 복무 중 부상당한 제대군인들, 항소심서 '보훈보상' 결정
[
62
]
```

서울시는 오세훈 시장의 추진으로 2022년 3월, 전국 최초로 서울시 청년부상제대군인 상담센터를 개소해 상이등급 미달자를 지원하기 시작했다. 하지만 이는 어디까지나 지자체 차원의 한정된 노력이며, 청년이라는 나이 제한이 있어 모든 부상 제대군인을 포괄하지 못한다. 정부와 국가보훈부는 이들에 대해 공식적인 지원체계를 마련하지 않은 실정이다.
대통령 공약에서는 상이등급 미달자인 부상제대군인 대한 보훈보상제도를 도입하겠다고 여러 차례 발표했지만 이는 여전히 실행되지 않고 있다.
이와 같은 지연은 헌신한 이들에 대한 국가의 책임 의식 부족으로 비춰질 수 있다. 국가보훈부는 국민의 신뢰를 저버리는 이러한 상황은 상이등급 미달자들뿐만 아니라 국민들에게도 부정적인 인식을 심어줄 수 있다.
상이등급 미달자들은 단순히 신체적인 부상뿐만 아니라 정신적, 사회적 어려움까지 겪고 있다.
군 복무 중 허리 부상으로 인해 사회활동이 어려워졌지만, 계속된 상이등급 미달 판정으로 우울증을 겪다 끝내 스스로 생을 마감한 사례도 있다.
국가가 이들의 희생과 헌신을 인정하기 위해서는 상이등급에 미달하더라도 공정한 지원을 받을 수 있는 새로운 보훈보상제도가 필요하다.
2025년1월2일 국민의힘 김성원 주측으로 8급신설 법안이 발의되었다.
해당 법안이 입법이 된다면 대한민국이 진정으로 국가유공자를 예우하고, 국민의 신뢰를 회복하는 길이 될 것이다.
또한, 상이등급을 받지 못해 복지 사각지대에 놓인 부상제대군인을 위한 법안이다.
2025년1월8일 8급신설 청원 동의 뉴스기사가 보도되었다.

### 제2 독립기념관 졸속 추진
2024년 9월, 최종예산안에 급작스럽게 245억의 사업비를 끼워넣은데, 이뿐만 아니라 부지선정 계획도 없어 졸속 추진에 대한 비판이 일고 있다. 기존 독립기념관이 소재한 충청권 반발도 상당한 상황이다.

### 고엽제3세에 대한 대책 부족
베트남 참전용사들의 상당수가 고엽제에 무방비로 노출되었다. 법안은 1세와 2세를 주 대상으로 하고 있지만, 3세에 대한 법적 보호와 지원이 반드시 필요하다. 과학적 연구와 데이터가 일부 마련되어 법적 근거가 강화되고 있음에도, 국가보훈부는 여전히 이들을 외면하고 있다는 비판이 제기되고 있다.
특별법은 국회의 입안, 관계부처 협의, 법률안 제출, 상임위 심사, 본회의 의결, 대통령 공포를 거쳐 제정될 수 있다. 고엽제 3세 피해를 인정하기 위한 연구 자료는 정부 부처, 연구기관, 대학 등을 통해 지속적으로 확보되고 있으며, 헌법재판소를 통한 권리 주장도 가능한 상황이다.
그럼에도 불구하고, 국가보훈부는 고엽제 3세에 대한 실질적인 지원 방안을 마련하지 않고 있어, 피해자들 사이에서는 국가의 책임 방기라는 비판의 목소리가 높아지고 있다. 고엽제 3세 특별법 제정은 더 이상 미룰 수 없는 과제이며, 국가가 이들의 고통을 책임지고 나서야 한다.
연구 자료를 바탕으로 보면, 고엽제 피해는 60년이 지난 지금도 유전되며, 3세대까지 이어지는 고통이다.
국가보훈부와 정부의 무방비 속에서, 고엽제 피해자들을 위한 연대 카페만이 이들의 목소리를 대변하며 존재하고 있다

### 부상제대군인, 위탁병원 치료의 어려움
국가유공자 상이등급 미달자 부상제대군인는 위탁병원에서 진료를 받을 때 심각한 불편을 겪고 있다. 보훈대상자로 분류되지 않아 보훈번호가 없기 때문에 병원 시스템에서 조회가 되지 않아 매번 원무 데스크에 상황을 일일히 설명해야 한다. 심지어, 국가보훈부 담당자에게 직접 연락하여 확인을 받아야 진료가 진행되는 사례도 빈번히 발생하고 있다.
또한, 부상 당시 발생한 기본적인 PTSD 등 정신적 피해에 대한 치료비는 개인이 부담해야 한다.
이러한 불편은 상이등급 미달자들에게 추가적인 스트레스를 주는 동시에 보훈 의료 체계의 비효율성을 드러내는 문제로 꾸준히 지적되고 있다. 그러나 지금까지도 제대로 된 조치가 이루어지지 않고 있으며, 시스템 개선과 상이등급 미달자에 대한 체계적인 대책 마련이 절실한 상황이다.

### 격상 후, 중앙정부기관 최하위 평가
2024년 7월부터 12월까지 한국기업평판연구소는 대한민국 중앙정부기관 19개 부처를 대상으로 브랜드 평판 조사를 진행했다. 이 조사에서 국가보훈부는 지속적으로 하위권에 머물렀으며, 6개월 중 무려 4개월 동안 최하위를 기록했다. 이는 당시 국가보훈부의 브랜드 평판에 대한 국민적 인식이 낮은 상태였음을 보여주는 사례로 평가된다.
다음은 국가보훈부가 최하위를 기록했던 조사 결과들이다.
```
* 2024년 7월
[
68
]

* 2024년 8월
[
69
]

* 2024년 10월
[
70
]

* 2024년 11월
[
71
]
```

국가보훈부의 낮은 브랜드 평판은 국민들과의 소통 부족, 정책 홍보의 미흡함, 그리고 국가유공자 상이등급 미달자 문제 등 다양한 요인에서 비롯된 것으로 추정되었다. 특히, 부상제대군인은 국가보훈부로부터 충분한 지원과 인정을 받지 못하고 있다는 불만을 지속적으로 제기하고 있었다. 이러한 문제들은 보훈 정책 전반에 대한 국민적 신뢰와 만족도를 떨어뜨리는 주요 원인으로 작용했다. 이에 대한 개선이 필요하다는 의견이 꾸준히 제기되었다.

### 보훈청 직원들도 무시하는국가유공자우선주차
서울시를 포함해 전국 지방자치단체와 공공기관에서는 국가유공자들의 편의를 높이고 일상 속 예우를 강화하기 위해 국가유공자 우선주차구획을 조성하고 있다. 하지만 다른 기관보다 국가유공자의 방문 비율이 높은 보훈청 직원들조차 국가유공자 우선주차구획을 지키지 않고 있는 것이 빈축을 사고 있다.

이와 관련해 국가보훈부 관계자는 "당연히 조치해야 하는 사안이다. 서울남부보훈지청 직원들에게 주의해 달라고 권고하겠다"며 "유공자 우선주차구획은 강제성이 없는 구역이다 보니 이런 문제가 발생한 것으로 파악된다"고 해명했다.

### 국가보훈부전시행정 논란
유엔참전용사 국제추모의 날(2024년 11월 11일)을 맞아, 국가보훈부가 초·중등학교에 묵념 인증 사진 제출을 요구하면서 논란이 일고 있다. 국가보훈부는 이 요구가 의무 사항이 아니라는 해명을 내놓았지만, 일부 현장에서는 "전시행정"이라는 비판이 제기되었다. 공문에는 학교 측에 특정 시간에 묵념 후, 그 장면을 사진으로 제출할 것을 요청하는 내용이 포함되어 있었다.
국가보훈부는 이번 요구가 강제적이지 않으며, "행사 결과에 대한 모니터링 차원에서" 사진 송부를 요청했다고 설명했지만, 현장에서는 과거에는 없던 사진 제출 요구로 인한 불만이 제기되었다.
국가보훈부는 "6.25전쟁 유엔참전용사에 대한 감사와 추모는 국민의 자발적 참여에 기반한다" 며 국민들에게 존경과 예우를 갖춘 행사임을 강조했으나, 협조 요청 공문에는 11일 오전 11시, 부산 방향을 향해 1분간 묵념하라는 구체적인 지침과 함께 묵념 사진을 13일까지 제출하라는 내용이 포함되어 있어 의무적인 성격으로 해석될 여지가 있었다.

### 보훈심사위원회 심사단계 조회 시스템의개인정보문제
보훈심사위원회 본인의 심사 단계를 조회할 수 있는 시스템을 운영하고 있다. 그러나 해당 시스템은 2단계 인증 절차 없이 이름과 주민등록번호만 입력하면 개인정보 조회가 가능하도록 되어 있어, 보안 취약성이 지적되고 있다. 문제점은 현재 보훈심사위원회의 조회 시스템은 이름과 주민등록번호만 입력하면 누구나 특정 개인의 심사 단계를 확인할 수 있는 구조로 되어 있다. 이는 명백한 개인정보 유출 위험을 내포하고 있으며, 타인이 악용할 가능성이 높은 방식이다.

개인정보 보호가 중요한 시대에 여전히 2단계 인증 등의 보안 조치 없이 운영되고 있다는 점에서 논란이 계속되고 있다.
다른 공공기관에서는 일반적으로 2단계 인증(휴대전화 인증, 공동인증서 등)을 적용하여 개인정보 보호를 강화하고 있다. 그러나 보훈심사위원회 시스템은 이러한 절차 없이 단순 정보 입력만으로 조회가 가능하므로 즉각적인 보완이 필요하다는 지적이 나오고 있다.
이에 따라, 개인정보 보호 강화를 위한 개선책을 조속히 마련해야 한다. 국가보훈부로 승격되었음에도 불구하고, 여전히 예산 문제를 이유로 개선을 미루고 있다.

### 제대군인센터 관리 부실 논란
국가보훈부 제대군인 지원센터 상담사들에게 지급된 역량강화교육 훈련비가 상담 업무와 무관한 요양보호사 자격증 과정 및 전기기사 종합반 강의 수강에 사용된 것으로 확인되었다. 이에 대해 국가보훈부는 상담사들의 전문성 강화를 위한 노력이 필요하다는 지적을 받았다.
이용우 의원은 이러한 문제의 원인으로 상담사들의 전문성 부족을 꼽았다. 2019년, 국가보훈부는 제대군인 지원센터의 비정규직 노동자 90명을 무기계약직으로 전환하였으나, 전환된 일부 상담사들이 5년이 지난 현재까지도 직업상담사 자격증을 취득하지 않은 것으로 드러났다.
```
* 보훈부 교육비 부당 사용 전수조사한다.
[
75
]

* 제대군인 상담사 15% 자격증 없어.
[
76
]
```

### 제대군인 지원의 한계와부상제대군인의사각지대
2024년 1월 12일, 「제대군인지원에 관한 법률」이 개정되면서 제2조 제1항 제4호에 "의무복무 제대군인"의 정의 조항이 신설되었다. 이에 따라 「병역법」, 「군인사법」, 「대체역의 편입 및 복무 등에 관한 법률」에 따라 5년 미만의 기간 동안 현역, 보충역 또는 대체역으로 복무하고 전역한 사람이 의무복무 제대군인으로 정의되었다. 또한, 의무복무 제대군인 중 전역 3년 이내의 경상이자, 저소득 모범장병, 취업맞춤특기병을 대상으로 전국 10개 제대군인지원센터에서 진로지도, 직업상담, 취업알선, 사이버교육 등의 지원이 이루어지고 있다.
그러나 부상제대군인의 경우 전역 후 3년이 지나도 PTSD 등의 이유로 사회 복귀 상담이 필요할 수 있음에도 불구하고, 국가보훈부는 예산 문제를 이유로 지원 기한을 연장하지 않고 있다. 게다가 전역 3년 이내 지원 대상에 포함되기 위해서는 부상제대군인 요건을 인정받아야 하는데, 이 과정에서 최소 6개월 이상이 소요되어 실질적으로 지원 기간이 더욱 짧아지는 문제가 존재한다.
부상제대군인 상이등급 미달자는 국가보훈부의 지원에서 제외되고 있다. 특히 이 경우 제대 후 3년이 지나면 부상으로 인한 PTSD 치료를 위한 정신과 진료비를 본인이 전액 부담해야 하는 상황이다. 이에 따라 최소한 전국 6개 보훈병원에서는 해당 군인들에 대한 정신과 치료를 무료로 제공해야 한다는 주장이 제기되고 있다.때문에 현재 이러한 역할은 국가보훈부가 아닌 서울시 지자체(서울시 청년부상제대군인 상담센터)나 대한민국 국방부 산하 비영리단체(사단법인 퍼플하트)가 대신하고 있는 실정이다. 즉, 국가가 직접 나서야 할 PTSD 상담 및 지원을 지방자치단체와 민간단체가 떠맡고 있는 것이다. 국가보훈부는 더 이상 이들의 목소리를 외면해서는 안 된다. 보훈처에서 보훈부로 승격된 만큼, 그에 걸맞은 역할을 다하고 책임 있는 지원을 해야 한다.

### 보훈기부금플랫폼 운영 논란
국가보훈부가 보훈 예산을 충분히 확보하려는 노력 없이, 기부금 기반의 온라인 플랫폼을 운영하는 방식으로 보훈 정책을 추진하면서 논란이 되고 있다.
국가는 보훈 대상자에 대한 지원을 공적 재원으로 책임져야 함에도 불구하고, 기부금에 의존하는 구조를 만들면서 사실상 국가의 책임을 민간에 전가하는 것 아니냐는 비판이 제기된다. 반면, 보훈심사위원의 개인정보 유출 위험 문제나 부상제대군인 상이등급 미달자의 보훈 시스템 조회 불가 등 실질적인 개선이 필요한 사안에 대해서는 소극적인 태도를 보이고 있어, 정책의 우선순위 설정이 잘못되었다는 지적도 나온다.
```
* 보훈부, 온라인 기부 플랫폼 개통.."보훈기부 참여하세요
[
78
]
```

### 부상제대군인, 보훈번호 미부여 문제
징병제에 따른 의무복무 중 전·공상을 입고 부상으로 제대한 부상제대군인은 「제대군인지원에 관한 법률」 제20조 및 동법 시행령 제23조에 따라 보훈 지원을 받을 수 있으며, 국가보훈부에서도 이를 공식적으로 인정하고 있다. 이에 따라 해당 군인들은 부상으로 인한 상이처 및 그로 인한 합병증에 대한 무료진료 혜택을 받을 수 있다.
그러나, 보훈번호가 부여되지 않는 행정적 문제로 인해 위탁병원 진료의 어려움, 온라인 신체검사 결과 확인 불가 등의 불편을 겪고 있다. 이는 보훈 행정 체계 내에서 실질적인 차별을 받는 문제로 이어지고 있다.
```
* 위탁병원 진료의 어려움
 * 보훈번호가 없는 관계로 
국가보훈부
에서 운영하는 위탁병원을 이용할 때 절차가 원활하지 않음.
 * 진료 대상자임을 증명하기 위한 별도의 서류 제출이 필요하며, 이로 인해 행정적 번거로움이 발생.
```

```
* 온라인 신체검사 결과 확인 불가
 * 보훈번호가 없으므로 국가보훈부의 온라인 시스템을 활용할 수 없어 
국가유공자
 
신체검사
 결과 확인이 어려움.
 * 이로 인해 본인의 건강 상태 및 향후 진료 계획 수립이 지연될 가능성이 큼.
```

이 문제는 단순한 행정적 오류가 아니라, 보훈대상자로 인정된 군인들이 실질적인 불이익을 받는 중요한 사안이다. 따라서 조속한 제도 개선이 필요하다.

### 친일파명예 회복 시도 논란
국가보훈부는 2024년 12월 18일, 광복 80주년을 기념하여 "이달의 독립운동" 12건을 선정했다고 발표했다. 선정된 한국 독립운동은 다음과 같다.
```
* 1월: 
국채보상운동

* 2월: 
신간회
 창립
* 3월: 
3.1 운동

* 4월: 
대한민국 임시정부
 수립
* 5월: 
근우회
 창립
* 6월: 
6.10 만세 운동

* 7월: 
광복회
 조직
* 8월: 
일장기 말소사건

* 9월: 
한국광복군
 창설
* 10월: 
한글날
 제정
* 11월: 
광주학생항일운동

* 12월: 
13도 창의군
 결성
```

이번 선정과 관련해 일부 항목이 논란이 되고 있다. 근우회 창립과 일장기 말소사건은 각각 친일 행적이 지적된 김활란(이화여대 초대 총장)과 김성수(제2대 부통령)가 참여한 사건으로 알려져 있다.
이에 대해 더불어민주당 역사와 정의 특별위원장인 김용만 의원은 다음과 같이 문제를 제기했다.
“안중근, 이봉창, 윤봉길 의사의 의거와 봉오동 대첩ㆍ청산리 대첩 같은 대표적인 독립운동이 제외됐다. 또한, 선정 과정에 친일파 명예 회복을 강조해온 김형석 독립기념관장이 참여한 점도 우려스럽다.”
국가보훈부는 2025년 1월 3일, 논란에 대해 “친일파들의 명예 회복을 노린 선정이라는 주장은 사실무근”이라며 반박했다.
“선정위원회를 통해 운동 계열별로 균형 있게 선정했다.”
그러나 일부에서는 대표적인 독립운동이 배제되고 논란이 있는 사건이 포함된 점에 대한 재검토가 필요하다는 목소리가 이어지고 있다.
```
* 안중근 의사 지우고 친일파 올려”…400만 앞둔 ‘하얼빈’ 감독, 작심 비판
[
79
]
```

```
* 국가보훈부, 친일 색채 드러냈나?
[
80
]
```

## 같이 보기
- 국가보훈부 장관
- 국가보훈부 차관
- 이 달의 독립운동가

### 내용주
1. ↑  2024년 9월 30일까지 존속하는 한시조직.
2. ↑  2명을 두며 1명은 고위공무원단 나등급에 속하는 별정직공무원으로, 나머지 1명은 3급 또는 4급 상당 별정직공무원으로 보한다.
3. 1 2 3  개방형 직위.
4. ↑  2024년 6월 30일까지 존속하는 한시조직.

### 참조주
1. 1 2  「국가보훈부와 그 소속기관 직제」 별표 2
2. 1 2  기획재정부. “열린재정 > 재정연구분석 > 재정분석통계 > 예산편성현황(총수입)”. 《열린재정》. 2023년 1월 27일에 확인함.
3. 1 2  기획재정부. “열린재정 > 재정연구분석 > 재정분석통계 > 세목 예산편성현황(총지출)”. 《열린재정》. 2023년 1월 27일에 확인함.
4. ↑  “援護事業萬全 社會部援護課昇格”. 《동아일보》. 1951년 7월 16일. 2023년 6월 4일에 확인함.
5. ↑  “아직도解決못된傷痍軍人援護 年金制法令化하라”. 《경향신문》. 1952년 1월 8일. 2023년 6월 4일에 확인함.
6. ↑  “軍事援護制度를改善”. 《조선일보》. 1961년 7월 6일. 2023년 6월 4일에 확인함.
7. ↑  “기구이름 改稱검토 援護處를「報勲處」로”. 《동아일보》. 1984년 5월 29일. 2023년 6월 4일에 확인함.
8. ↑  “향군업무 보훈처 이관 보훈部로 승격도 검토”. 《조선일보》. 1992년 4월 28일. 2023년 6월 4일에 확인함.
9. ↑  김정훈 (2003년 6월 25일). “盧 "보훈처 장관급 부처로 승격"”. 《동아일보》. 2023년 6월 4일에 확인함.
10. ↑  김광호 (2003년 8월 6일). “보훈처를 보훈부로…당정, 장관급부처 승격추진”. 《경향신문》. 2023년 6월 4일에 확인함.
11. ↑  안용수 (2010년 4월 18일). “당정, 국가보훈처 `부(部)'로 승격 검토”. 《연합뉴스》 (서울). 2023년 6월 4일에 확인함.
12. ↑  민지형 (2010년 6월 8일). “입법조사처 "국가보훈처 '국가보훈부'로 승격 검토해야"”. 《뉴시스》 (서울). 2023년 6월 4일에 확인함.
13. ↑  권용범 (2022년 10월 6일). “정부, '보훈부 승격' 조직개편안 확정…60여 년 만에 성사될까?”. 《MBN》. 2023년 6월 4일에 확인함.
14. ↑  대통령령 제25호
15. ↑  대통령령 제188호
16. ↑  대통령령 제311호
17. ↑  대통령령 제512호
18. ↑  대통령령 제757호
19. ↑  대통령령 제1004호
20. ↑  대통령령 제1304호
21. ↑  법률 제647호
22. ↑  법률 제1052호
23. ↑  법률 제3734호
24. ↑  법률 제19228호
25. ↑  김귀근 (2011년 8월 5일). “5共 경호실장 안현태 국립묘지 안장 의결 (종합)”. 《연합뉴스》. 2011년 8월 5일에 확인함.
26. ↑  엄수아 (2011년 8월 7일). “안현태 유해, 군사작전하듯 국립묘지에 기습 안장”. 《뷰스앤뉴스》. 2011년 8월 8일에 확인함.
27. ↑  서상현 (2013년 10월 29일). “국가보훈처로 불똥 튄 '선거 개입' 논란”. 《매일신문》. 2013년 10월 30일에 확인함.[깨진 링크(과거 내용 찾기)]
28. ↑  [https://n.news.naver.com/article/001/0001336278
29. ↑  http://www.gobalnews.com/news/articleView.html?idxno=13359
30. ↑  http://news.jtbc.joins.com/html/376/NB11257376.html
31. ↑  https://www.news1.kr/local/gwangju-jeonnam/2672931
32. ↑  https://www.news1.kr/articles/?2696292
33. ↑  https://news.naver.com/main/read.nhn?mode=LSD&mid=sec&sid1=100&oid=023&aid=0003547461
34. ↑  https://www.scourt.go.kr/portal/news/NewsViewAction.work?seqnum=6167&gubun=4&searchOption=&searchWord
35. ↑  https://arca.live/b/whyzoom/32805557
36. ↑  https://m.post.naver.com/viewer/postView.nhn?volumeNo=14618576&memberNo=5345868
37. ↑  http://www.todayhumor.co.kr/board/view.php?table=bestofbest&no=390098
38. ↑  http://news.jtbc.joins.com/article/article.aspx?news_id=NB11619023
39. ↑  https://www.fnnews.com/news/202012120038500721
40. ↑  https://www.khan.co.kr/politics/assembly/article/202110031244001/?nv=stand&utm_source=naver&utm_medium=newsstand&utm_campaign=top_thumb2&utm_content=202110031244001&C
41. ↑  https://www.news1.kr/society/education/4232120
42. ↑  http://news.tvchosun.com/site/data/html_dir/2015/05/30/2015053090167.html
43. ↑  http://www.hani.co.kr/arti/society/society_general/12721.html
44. ↑  https://news.v.daum.net/v/20180411081716737
45. ↑  https://m.metroseoul.co.kr/article/20200302500231
46. ↑  http://news.naver.com/main/read.nhn?mode=LSD&mid=sec&sid1=001&oid=023&aid=0003566287
47. ↑  https://www.ohmynews.com/NWS_Web/View/at_pg.aspx?CNTN_CD=A0002329340
48. ↑  http://www.mpva.go.kr/info/info250_view.asp?id=384
49. ↑  http://www.pressian.com/news/article.html?no=65163
50. ↑  https://www.khan.co.kr/opinion/editorial/article/201310102137295
51. ↑  https://n.news.naver.com/article/025/0003088181?cds=news_edit
52. ↑  <https://v.daum.net/v/20230518110612773>
53. ↑  https://n.news.naver.com/mnews/article/047/0002392679?sid=102
54. ↑  https://n.news.naver.com/article/020/0003498184?sid=102
55. ↑  https://news.mt.co.kr/mtview.php?no=2023051816482256798
56. ↑  https://biz.chosun.com/policy/politics/2023/05/18/H5MEVE35ONF75PW26TSH6U652M
57. ↑  https://www.breaknews.com/966357
58. ↑  https://m.blog.naver.com/PostView.naver?blogId=cwi0188&logNo=223227797068&navType=by
59. ↑  https://n.news.naver.com/article/437/0000406508
60. ↑  https://tbs.seoul.kr/news/newsView.do?typ_800=7&idx_800=3500944&seq_800=20493624
61. ↑  https://weekly.khan.co.kr/khnm.html?mode=view&code=115&artid=202411110600041
62. ↑  https://www.yna.co.kr/view/AKR20241209082100054?input=1195m
63. ↑  https://www.onews.tv/news/articleView.html?idxno=115313
64. ↑  https://weekly.khan.co.kr/khnm.html?mode=view&code=115&artid=202411110600041
65. ↑  https://likms.assembly.go.kr/bill/billDetail.do?billId=PRC_R2Q4Q1Y2Y2X0V1W0U2V4D1D2B5A3B1
66. ↑  https://www.jeonmae.co.kr/news/articleView.html?idxno=1109498
67. ↑  https://news.kbs.co.kr/news/pc/view/view.do?ncd=8071336&ref=A
68. ↑  https://www.pinpointnews.co.kr/news/articleView.html?idxno=279685
69. ↑  https://www.dtoday.co.kr/news/articleView.html?idxno=669976
70. ↑  https://www.pinpointnews.co.kr/news/articleView.html?idxno=296477
71. ↑  https://www.pinpointnews.co.kr/news/articleView.html?idxno=302295
72. ↑  https://www.dailian.co.kr/news/view/1443399/?sc=Naver
73. ↑  https://www.goodmorningcc.com/news/articleView.html?idxno=408063
74. ↑  https://simsa.mpva.go.kr/sub03/sub03_1.do
75. ↑  https://www.segye.com/newsView/20231026510453?OutUrl=naver
76. ↑  https://www.segye.com/newsView/20231013517866?OutUrl=naver
77. ↑  https://donate.bohun.or.kr/donate/main.do?checkRefer=Y
78. ↑  https://www.fnnews.com/news/202501020956385332
79. ↑  https://www.topstarnews.net/news/articleView.html?idxno=15591284#google_vignette
80. ↑  https://www.goodmorningcc.com/news/articleView.html?idxno=412019